# Tattariharju
 Tattariharju (en suédois : Tattaråsen) est une section du quartier de Malmi à Helsinki, la capitale de la Finlande.  Tattariharju appartient au district de Malmi.

## Description
Tattariharju a une superficie de 0,48 km2, sa population s'élève à 5 habitants(1.1.2010) pour 2 468 emplois(31.12.2011). 

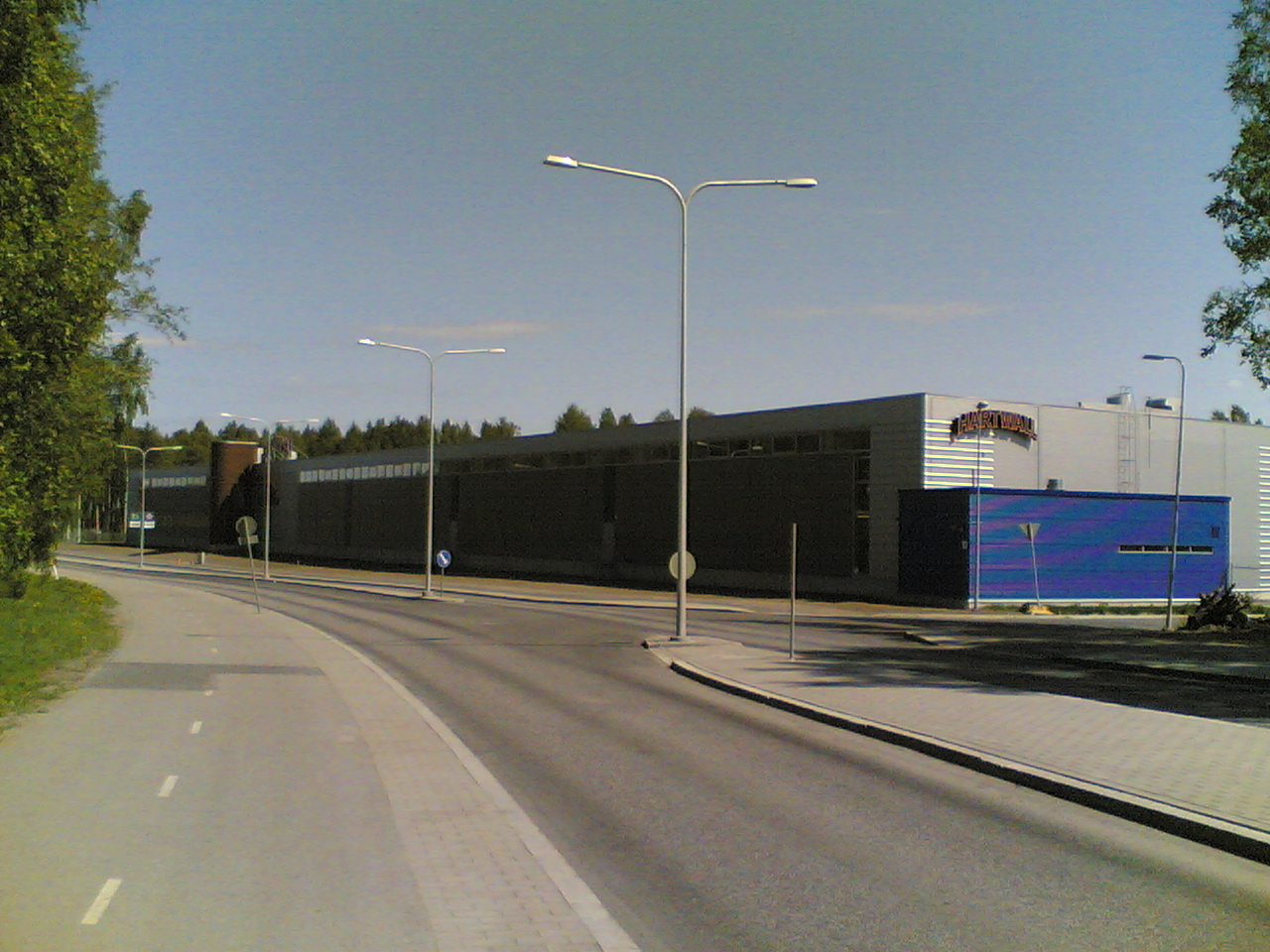
Tattariharjuntie.

## Transports à Tattariharju
Helsingin Bussiliikenne
- 75 (Rautatientori - Tattarisuo - Puistolan asema)

Nobina Finland
- 77A (Siltamäki - Malmi - Jakomäki